# Litauische Badmintonmeisterschaft 2008
Die Litauische Badmintonmeisterschaft 2008 fand Anfang Januar 2008 in Tauragė statt. Es war die 46. Austragung der nationalen Titelkämpfe von Litauen im Badminton.

## Medaillengewinner
| Disziplin    | Gold                                      | Silber                                | Bronze                                |
| ------------ | ----------------------------------------- | ------------------------------------- | ------------------------------------- |
| Herreneinzel | Kęstutis Navickas                         | Donatas Narvilas                      | Ramūnas Stapušaitis                   |
| Dameneinzel  | Akvilė Stapušaitytė                       | Kristina Dovidaitytė                  | Gerda Voitechovskaja                  |
| Herrendoppel | Paulius Geležiūnas Ramūnas Stapušaitis    | Aurimas Mizgiris Donatas Narvilas     | Kęstutis Navickas Klaudijus Kašinskis |
| Damendoppel  | Gerda Voitechovskaja Kristina Dovidaitytė | Akvilė Stapušaitytė Rasa Šulnienė     | Ieva Linkutė Emilija Mateikaitė       |
| Mixed        | Kęstutis Navickas Akvilė Stapušaitytė     | Donatas Narvilas Kristina Dovidaitytė | Klaudijus Kašinskis Rasa Šulnienė     |